# Wake (album Dead Can Dance)
Wake – album kompilacyjny zespołu Dead Can Dance, wydany 5 maja 2003 roku nakładem wytwórni 4AD. Miał zastąpić box set Dead Can Dance (1981–1998) po jego wyprzedaniu.

## Lista utworów
Zestaw utworów na płycie CD:
Disc 1:
| 1.  | Frontier (Demo)                                    | 3:00    |
|     |                                                    |         |
| 2.  | Anywhere Out Of The World                          | 5:07    |
|     |                                                    |         |
| 3.  | Enigma Of The Absolute                             | 4:14    |
|     |                                                    |         |
| 4.  | Carnival Of Light                                  | 3:30    |
|     |                                                    |         |
| 5.  | In Power We Entrust The Love Advocated             | 4:10    |
|     |                                                    |         |
| 6.  | Summoning Of The Muse                              | 4:57    |
|     |                                                    |         |
| 7.  | Windfall                                           | 3:31    |
|     |                                                    |         |
| 8.  | In The Kingdom Of The Blind The One-Eyed Are Kings | 4:10    |
|     |                                                    |         |
| 9.  | The Host Of Seraphim                               | 6:17    |
|     |                                                    |         |
| 10. | Bird                                               | 5:00    |
|     |                                                    |         |
| 11. | Cantara                                            | 5:58    |
|     |                                                    |         |
| 12. | Severance                                          | 3:21    |
|     |                                                    |         |
| 13. | Saltarello                                         | 2:36    |
|     |                                                    |         |
| 14. | Black Sun                                          | 4:56    |
|     |                                                    |         |
|     |                                                    | 1:00:47 |
|     |                                                    |         |
Disc 2:
| 1.  | Yulunga                         | 6:57    |
|     |                                 |         |
| 2.  | The Carnival Is Over            | 5:42    |
|     |                                 |         |
| 3.  | The Lotus Eaters                | 6:42    |
|     |                                 |         |
| 4.  | Rakim                           | 5:38    |
|     |                                 |         |
| 5.  | The Ubiquitous Mr. Lovegrove    | 6:14    |
|     |                                 |         |
| 6.  | Sanvean                         | 3:46    |
|     |                                 |         |
| 7.  | Song Of The Nile                | 8:00    |
|     |                                 |         |
| 8.  | The Spider's Stratagem          | 6:41    |
|     |                                 |         |
| 9.  | I Can See Now                   | 2:56    |
|     |                                 |         |
| 10. | American Dreaming               | 4:30    |
|     |                                 |         |
| 11. | Nierika                         | 5:45    |
|     |                                 |         |
| 12. | How Fortunate The Man With None | 9:09    |
|     |                                 |         |
|     |                                 | 1:12:00 |
|     |                                 |         |
- kompozycja – Andrew Claxton (utwór 6 z drugiego dysku), Brendan Perry (wszystkie utwory z pierwszego dysku oraz 1 – 5 i 2 – 12 z drugiego), Lisa Gerrard (wszystkie utwory z pierwszego dysku oraz 2 – 8, 11 i 12 z drugiego)
- współprodukcja, remastering – John A. Rivers (utwory: 2, 3, 6, 7 i 11 z pierwszego dysku)
- remastering – John Dent (utwory: 1, 4, 5, 8, 9, 10, 12 z pierwszego oraz utwór 12 z drugiego)
- przeprowadzający wywiad – Dimitri Ehrlich
- udzielający wywiadu – Brendan Perry, Ivo Watts-Russell, Lisa Gerrard

## Odbiór

### Opinie krytyków
| Oceny łączne      | Oceny łączne |
| Publikacja        | Ocena        |
| ----------------- | ------------ |
| Album of the Year | 90/100       |
| Recenzje          |              |
| Publikacja        | Ocena        |
| AllMusic          | [ 3 ]        |
| PopMatters        | 8/10         |
| Prog Archives     | [ 5 ]        |
| RYM               | 3.88/5       |
| Release Magazine  | 8/10         |

Według redakcji AllMusic „pozbawiony sesji radiowych, utworów na żywo i wcześniej niewydanych materiałów, ten 26-ścieżkowy przegląd skupia swoją uwagę na rozkwicie duetu pod koniec lat 80. i na początku lat 90. W tym okresie surowa formuła ciężkich, keyboardowych post-punkowych klimatów, otwierała się na coraz bardziej etnograficzne obsesje Lisy Gerrard na punkcie world-music, wraz z klasycznymi wpływami Brendana Perry’ego”. Album otrzymał 4,5 gwiazdki, a w końcowym podsumowaniu stwierdzono, iż „pozostaje [on] najlepszym punktem wyjścia dla tych, którzy szukają wejścia w ten wyjątkowy muzyczny świat”.
Michael Keefe z magazynu PopMatters zauważa, że muzyczna tożsamość Lisy Gerrard i Brendana Perry’ego ukształtowała się na styku kultur Afryki, Bliskiego Wschodu i Europy Wschodniej oraz innych obszarów, a wpływy te są „dobrze reprezentowana w pięknie zapakowanej, dwupłytowej kolekcji Wake. Kompilatorzy wykonali godne podziwu zadanie, zbierając kluczowe utwory z kanonu DCD. Zamiast dążyć do sprawiedliwego i wyważonego zestawienia, postawili na najlepsze dzieła zespołu. Zamieścili również kilka rzadszych utworów, takich jak demo 'Frontier' z 1981 roku, dzięki któremu Ivo [Watts-Russell] podpisał kontrakt z Dead Can Dance z 4AD, oraz dwa utwory z EP-ki Garden of the Arcane Delights z 1984 roku, 'Bird' z A Passage in Time i 'The Lotus Eaters' z przerwanej sesji końcowej. Co najważniejsze, wszystkie utwory dobrze ze sobą współgrają”. W podsumowaniu recenzent stwierdza: „będziecie chcieli słuchać ich [utworów] w kółko. Jest to znakomity sampler Dead Can Dance, wyjątkowej grupy, której muzyka jest tak samo wspaniała teraz, jak w dniu jej wydania”.
Kalle Malmstedt z Release Magazine stawia pytanie, czy warto było wydawać tę kompilację w sytuacji, gdy już wcześniej został wydany box set z największymi przebojami duetu. Odpowiada na nie twierdząco dodając, iż „wznowienie 26 ich piosenek jest aktem o znaczeniu kulturowym, niezależnie od tego, jak bardzo tandetne i komercyjne są prawdziwe motywy. Pozwolenie jeszcze większej liczbie słuchaczy na odkrycie nieco pretensjonalnego, ale oszałamiającego świata Brendana Perry'ego i Lisy Gerrard to naprawdę dobra rzecz. Wystarczy posłuchać pierwszej z tych dwóch płyt, by dać się wciągnąć w starożytny świat mroku i piękna, wykraczający poza to, co udaje się stworzyć jakiejkolwiek współczesnej muzyce. Gerrard i Perry wyczarowują obrazy dawno zaginionych wrzosowisk i zamków, boschowskich obrazów i czego tylko dusza zapragnie”, a „dwupłytowa kompilacja pozwala bardziej wybrednym słuchaczom odkryć ten przełomowy australijski duet”.